# 池喜谦
池喜谦（1903年11月1日—1983年3月6日），又名池活，朝鲜族，抗日战争时期曾任中共密山县委书记、珠河中心县委书记等职，中华人民共和国成立前后在东北军政大学、延边大学等校任教，1959年起担任延边朝鲜族自治州政协副主席、吉林省政协常委等职。

## 生平
1903年11月1日，池喜谦出生于大韓帝國咸镜北道镜城郡，1910年随家人迁居吉林省延吉县，1924年从吉林省宁安县省立第四中学毕业，1927年7月加入朝鲜共产党ML派（意为“马列派”），1928年任东满青年总同盟委员、延吉县青年联盟委员长兼高丽共产青年会局子街郡组织部长，同年10月任朝鲜共产党满洲总局北满二道委负责人。
1930年9月，在共产国际“一国一党”的指示下，池喜谦在宁安县加入中国共产党。此后，他受中共北满特委委托在密山县建立党支部，同年10月，中共满洲省委特派员朴光瑞将密山特别支部升格为密山县委，池喜谦任县委书记。同年12月，密山县委组织当地朝鲜族农民发动暴动失败，密山县委遭到破坏。池喜谦逃亡苏联。:929:304
1931年3月，池喜谦从苏联回国，在穆棱县组建县委时被捕，九一八事变后获释，同年12月任中共珠河县特支书记。1932年3月，池喜谦任中共珠河中心县委书记，同年9月，由于工作失误导致几名同僚被捕入狱（史称“红枪会事件”），池喜谦被免去了县委书记之职，改为负责秘书处的工作。1933年4月，他被日本军警逮捕并被押送到哈尔滨警察署，8月又被押送到朝鲜新义州法院，受审过程中有变节行为，后被判处3年有期徒刑。
1936年1月，出狱后的池喜谦回延吉务农。1944年9月，他再次被日本宪兵队逮捕，后于1945年4月获释:929:1098。出狱后不久，随着苏联占领中国东北，池喜谦重新开始政治活动，与崔文镐等人在延吉成立“劳农总同盟”，并担任执行委员会组织委员。1945年9月23日，池喜谦在姜信泰的介绍下重新加入中国共产党，任中共延边委员会宣传委员。9月末，池喜谦受中共延边委员会委托，以原来的劳农青总同盟为基础成立“延边人民民主大同盟”，并自任委员长一职，在任内，池喜谦在中共党组织的要求下停办被共产党认为是主张“旧民主主义”和“狭隘韩民族主义”的汉文、韩文报纸，并兴办民主大同盟的机关报《延边民报》，该报纸后来成为《延边日报》的前身。
在民主大同盟委员长任内，池喜谦还支持当地共产党员对铁路的修复工作，并反对国民政府接收当地铁路。延边铁路管理局成立后，池喜谦被任命为局长。1946年7月，池喜谦转任延吉县春兴区（在今依兰镇境内）土改工作队队长，1947年5月进入东北军政大学吉林分校高干班学习，旋即因历史问题被开除党籍。1948年2月，池喜谦赴延边日报社担任翻译，同年10月转任延边医专教导主任。1949年4月起，池喜谦开始在延边大学任教，先后在大学内任医学部教务科长、师范学院历史教研室讲师等职，1978年12月升任历史系副教授。在教职外，池喜谦兼任政协职务，于1959年当选吉林省政协第二届常务委员兼延边朝鲜族自治州第二届政协副主席，1963年连任一届，后因文化大革命未完成任期，1979年再度被选为延边州政协副主席。1983年3月6日，池喜谦在延吉市病逝。:929:1098